# Scorpion Component Cars
Scorpion Component Cars war ein neuseeländischer Hersteller von Automobilen.

## Unternehmensgeschichte
Brian Heape gründete 1984 das Unternehmen in Whangārei. Er begann mit der Produktion von Automobilen. Der Markenname lautete Scorpion. 1986 endete die Produktion. Insgesamt entstanden entweder fünf oder zwischen sieben oder acht Fahrzeuge.
Brian Heape stellte in seinem Unternehmen Scorpion Manufacturing im gleichen Ort Rollstühle mit Elektromotoren her.

## Fahrzeuge
Das einzige Modell entstand in Lizenz der britischen Nova Cars. Die Basis bildete das Fahrgestell vom VW Käfer. Darauf wurde eine Kunststoffkarosserie montiert. Besonderheit war die zu öffnende Kanzel anstelle von seitlichen Türen. Purvis Cars aus Australien, die das Modell ebenfalls fertigten, lieferte die Windschutzscheiben.